# Université du Sud de l'Indiana
L’université du Sud de l’Indiana (en anglais : University of Southern Indiana ou USI) est une université publique américaine de l’État de l’Indiana. Son campus possède une adresse postale à Evansville, bien qu'il se trouve à l'ouest des limites de la ville, dans le comté de Vanderburgh. Elle a été fondée en 1965 comme une extension de l’université d'État de l'Indiana. En avril 1985, elle est devenue une université autonome de quatre ans et a adopté son nom actuel.